# Lijst van voetbalinterlands Bhutan - Jordanië (vrouwen)
Deze lijst van voetbalinterlands is een overzicht van alle officiële voetbalinterlands tussen de nationale vrouwenteams van Bhutan en Jordanië. De landen hebben tot nu toe twee keer tegen elkaar gespeeld.

## Wedstrijden
| № | Plaats   | Datum        | Competitie                                | Wedstrijd         | Uitslag |
| - | -------- | ------------ | ----------------------------------------- | ----------------- | ------- |
| 1 | Tasjkent | 8 april 2023 | Olympische Spelen 2024 kwalificatie       | Bhutan − Jordanië | 2 − 1   |
| 2 | Amman    | 16 juli 2025 | Aziatisch kampioenschap 2026 kwalificatie | Jordanië − Bhutan | 3 − 0   |

## Samenvatting
| Competitie                           | Totaal gespeeld | Winst Bhutan | Gelijk | Winst Jordanië | Doelsaldo Bhutan – Jordanië |
| ------------------------------------ | --------------- | ------------ | ------ | -------------- | --------------------------- |
| Olympische Spelen kwalificatie       | 1               | 1            | 0      | 0              | 2 − 1                       |
| Aziatisch kampioenschap kwalificatie | 1               | 0            | 0      | 1              | 0 − 3                       |
| Totaal                               | 1               | 1            | 0      | 0              | 2 − 4                       |

BFF · A-internationals · Bhutaans mannenelftal
2010 – 2019 · 2020 – 2029
Bangladesh ·
Hongkong ·
India ·
Iran ·
Jordanië ·
Laos ·
Libanon ·
Malediven ·
Maleisië ·
Nepal ·
Oezbekistan ·
Oost-Timor ·
Pakistan ·
Saoedi-Arabië ·
Singapore ·
Sri Lanka